# Joseph Ferdinand Gould
Joseph Ferdinand Gould, detto il Professor Gabbiano (Boston, 12 settembre 1889 – New York, 18 agosto 1957), è stato uno scrittore statunitense.
Spesso senza fissa dimora, conduceva uno stile di vita bohémien. Sostenne di essere l'autore del libro più lungo mai scritto, la Storia orale del mondo contemporaneo (o Oral History of Our Time), di cui solo alcuni frammenti sono noti. La sua storia ha ispirato il romanzo Il segreto di Joe Gould di Joseph Mitchell (1965) ed il suo adattamento cinematografico (2000), dove è interpretato da Ian Holm.
Joe Gould fu soprannominato dalla stampa "Professor Gabbiano" poiché sosteneva di aver tradotto alcune poesie di Henry Wadsworth Longfellow nella lingua dei gabbiani, e di aver anche composto alcune poesie nella medesima lingua.

## Biografia
Joe Gould nacque in un piccolo borgo di Boston. Nel 1911, si laureò ad Harvard in Letteratura, nonostante la sua famiglia lo volesse medico.  Nel 1915, dopo aver viaggiato per il Canada per qualche anno, lavorò nei terreni dell'Eugenics Record Office di Spring Harbor, quindi si trasferì in Dakota del Nord per studiare le culture Chippewa e Mandan, dove si guadagnò il rispetto delle tribù ed imparò le loro danze ed i loro canti.
Nel 1917, Gould si trasferì a New York e lavorò come reporter per il New York Evening Mail. Proprio in questo periodo, avrebbe concepito il libro più lungo mai scritto, "La storia orale del mondo contemporaneo". Il libro sarebbe basato su tutto ciò che Gould riusciva ad ascoltare dei discorsi della gente e sulle conversazioni che riusciva ad intraprendere con gli sconosciuti. Non è mai stato provato che il libro esistesse realmente.
La sua energia e l'ossessione che aveva per la sua opera interessò uomini come E.E. Cummings, Don Freeman, William Saroyan, e soprattutto Joseph Mitchell, che lo rese famoso tra i newyorkesi con un articolo sul New Yorker Magazine nel 1942 e scrisse il libro Il segreto di Joe Gould nel 1965.
Nel 2000 è uscito il film Il segreto di Joe Gould, basato sull'omonimo libro, che racconta la storia di Joe Gould, interpretato da Ian Holm, raccontata dal punto di vista di Mitchell (interpretato da Stanley Tucci, anche regista del film).
| Controllo di autorità | VIAF (EN) 25480594 · ISNI (EN) 0000 0000 6681 1480 · LCCN (EN) n95070452 · GND (DE) 122262557 · BNF (FR) cb13559718n (data) · J9U (EN, HE) 987007261926105171 |